# Gustav Zwernemann
Gustav Heinrich Zwernemann (* 4. Juli 1872 in Wien; † 5. August 1958 ebenda) war ein österreichischer evangelisch-reformierter Pfarrer. Er war von 1925 bis 1946 der Superintendent der Evangelischen Kirche H. B. in Österreich.

## Leben
Sein Vater Heinrich Zwernemann stammte aus einer hessisch-hugenottischen Familie und war als Versicherungsdirektor tätig, seine Mutter war eine Wienerin. Gustav Zwernemann studierte evangelische Theologie an der Universität Wien und bei Martin Kähler an der Martin-Luther-Universität Halle-Wittenberg. Dort wurde er wie dieser Mitglied des Hallenser Wingolf. In seiner Studentenzeit engagierte er sich beim CVJM und arbeitete in der Sonntagsschule. Er unterstützte zunächst den Pfarrer der evangelisch-lutherischen Pfarrgemeinde Wien-Landstraße in deren niederösterreichischen Filialgemeinden, unter anderem in der Gemeinde Floridsdorf, bis er 1897 selbst zum Pfarrer in der evangelischen Gemeinde von Banja Luka wurde. 1901 wechselte Zwernemann als Seelsorger in die neugeschaffene evangelisch-reformierte Predigtstation Wien-West. Von 1913 bis zu seiner Pensionierung 1946 war er Pfarrer der Reformierten Stadtkirche in Wien.

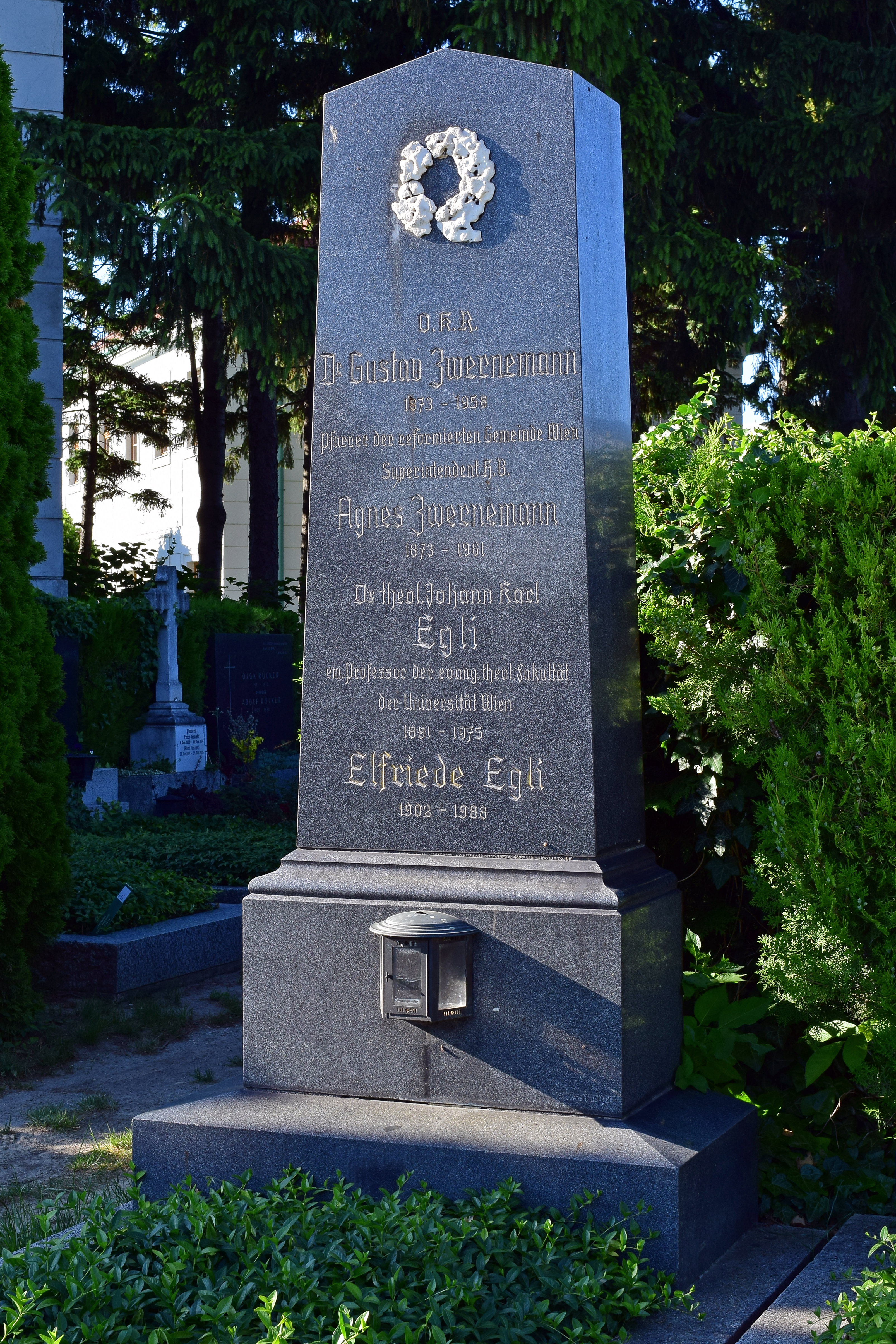
Grabstätte von Zwernemann am Wiener Zentralfriedhof

Gustav Zwernemann wurde 1919 zum außerordentlichen Mitglied des Oberkirchenrats H. B. gewählt und setzte sich erfolgreich für die Eigenständigkeit der Evangelischen Kirche H. B. gegenüber der Evangelischen Kirche A. B. ein. 1925 wurde er als Nachfolger Friedrich Otto Schacks zum Superintendenten der Evangelischen Kirche H. B. gewählt. Zwernemann war außerdem Mitglied des Exekutivkomitees des Reformierten Weltbunds. Sein Nachfolger als Superintendent, Johann Karl Egli, war mit Zwernemanns Tochter verheiratet. Gustav Zwernemann wurde am Evangelischen Friedhof am Wiener Zentralfriedhof bestattet.

## Ehrungen
- Ehrendoktor der Universität Wien (1922)[3]